# Lorenz Rhomberg
Lorenz Rhomberg (* 14. Juni 1896 in Dornbirn; † 19. April 1976 in Innsbruck) war ein österreichischer Unternehmer, NSDAP-Funktionär und NSDAP-Gauwirtschaftsberater.
Rhomberg entstammte der Dornbirner Fabrikantenfamilie Herrburger-Rhomberg. Sein Vater war der Baumwollfabrikant und Vizepräsident des Verbandes österreichischer Industriellen, Julius Rhomberg (1869–1932), seine Mutter Eugenie, geb. Bertolini (1868–1926). Er hatte drei Geschwister, Dipl.-Ing. Theodor Rhomberg (1897–1944), Emilie Wilhelmina Rhomberg (1899–1986), verheiratete Böwing und Maria Dorothea Rhomberg (1903–1994), verheiratete Leuze.
Während seines Studiums im Deutschen Reich wurde er 1918 Mitglied der Burschenschaft Arminia München. Er war einer der Gesellschafter der Textilfirma Herrburger & Rhomberg in Dornbirn. Zum 12. Oktober 1932 trat er der NSDAP bei (Mitgliedsnummer 1.302.349), für die er Leiter des 1. Bezirkes sowie des Gaunachrichtendienstes wurde. Nach der Annexion Österreichs 1938 wurde er Mitglied der SA (1938: Obersturmführer der Standarte 100; 1941: Hauptsturmführer), Ratsherr der Stadt Wien, Leiter der Fachgruppe Baumwollweber und stellvertretender Leiter Wirtschaftsgruppe Textilindustrie. Außerdem wurde er Leiter der Wirtschaftskammer Wien und Niederdonau, Gauwirtschaftsberater und ab 1940 Gaujägermeister von Wien.
Nach Kriegsende wurde er, so wie alle anderen Gesellschafter der Herrburger & Rhomberg Unternehmen, von der französischen Besatzungsmacht im ehemaligen Reichsarbeitsdienst-Lager in Brederis interniert. Er wurde am 14. November 1947 in der Entnazifizierungsakte aufgenommen und am 21. Juni 1950 daraus gestrichen.
Bereits ab 1947 war es Rhomberg möglich, sich wieder dem Aufbau seiner Gesellschaften zu widmen. Ab 1947 war er Geschäftsführer und Gesellschafter der Firma Herrburger & Rhomberg, Verkaufszentrale Wien.
Er wurde Vorstandsmitglied des Vereins der Baumwollspinner und Weber Österreichs, der Landesgruppe Tirol der Industriellenvereinigung sowie Präsident des Vereins selbständiger Wirtschaftstreibender.  1962 wurde er Kommerzialrat.
Lorenz Rhomberg war der letzte Eigentümer aus der Familie Rhomberg des nach ihm benannten Lorenz-Rhomberg-Haus, das er 1953 der Stadt Dornbirn übergab. In dem 1796 errichteten bürgerlichen Stadtpalais befinden sich heute das Stadtarchiv und das Stadtmuseum Dornbirn.